# Hjalmar Petersen
Hjalmar Petersen, född 2 januari 1890 i Eskilstrup, död 29 mars 1968 i Columbus, Ohio, var en dansk-amerikansk politiker (Minnesota Farmer-Labor Party). Han var Minnesotas viceguvernör 1935–1936 och därefter guvernör 1936–1937.
Petersen inledde sin skolgång i Danmark och emigrerade sedan till USA. I Minnesota grundade 1914 han tidningen Askov American.
Petersen efterträdde 1935 Konrad K. Solberg som Minnesotas viceguvernör. Guvernör Floyd B. Olson avled 1936 i ämbetet och efterträddes av Petersen. Han innehade guvernörsämbetet fram till 1937 då han efterträddes av Elmer Austin Benson.
Petersen avled 1968 i Ohio och gravsattes på Bethlehem Lutheran Cemetery i Askov i Minnesota.